# Vespa (zespół muzyczny)
Vespa – szczeciński zespół, grający mieszankę muzyki ska, swingu i rocksteady.
Nazwa zespołu pochodzi od włoskiego skutera Vespa. Zespół powstał w 1995 r. na gruzach zespołów Żaróweczki i Green Indian Tears. Zadebiutował w nieistniejącym już szczecińskim klubie Oszołom, w którym zagrał po raz pierwszy utwór „Skutermania”. W Oszołomie zespół zagrał po raz pierwszy w tak zwanym „stabilnym składzie”, a mianowicie: Radar (śpiew), Krzaq (gitara basowa), Maciek (gitara solowa), Kantor (gitara rytmiczna) oraz Michał (perkusja). W 1997 r. nakładem niezależnej wytwórni QQRYQ zespół wydał album zatytułowany Vespa. W 1999 r. ich utwór znalazł się na składance Jedna rasa – ludzka rasa (zespół wystąpił tam m.in. obok Kuby Sienkiewicza i T.Love). Dwa lata później muzycy nagrali drugi album – Bujaj się… (ukazał się w 2003 r. nakładem Jimmy Jazz Records). W 2007 r. zespół wydał w założonej przez siebie wytwórni trzeci album, zatytułowany Potwór. W 2008 r. wydano na CD reedycję debiutanckiego albumu. Płyta ukazała się w dwóch wersjach: zwykłej i ręcznie numerowanej, limitowanej do 500 sztuk. W marcu 2010 r. ukazał się czwarty album grupy, zatytułowany Starsi Grubsi Bogatsi. Jako utwór promujący album wybrano „To tyle dziś kosztuje”, do którego powstał teledysk. W grudniu 2015 r. zespół rozpoczął nagrywanie nowej płyty w odnowionym składzie. Premiera piątej płyty zatytułowanej Diamenty i jedwabie odbyła się 26 sierpnia 2016 r.

## Obecny skład
- Alicja Mirecka – śpiew
- Maciej Januchowski – gitara, śpiew

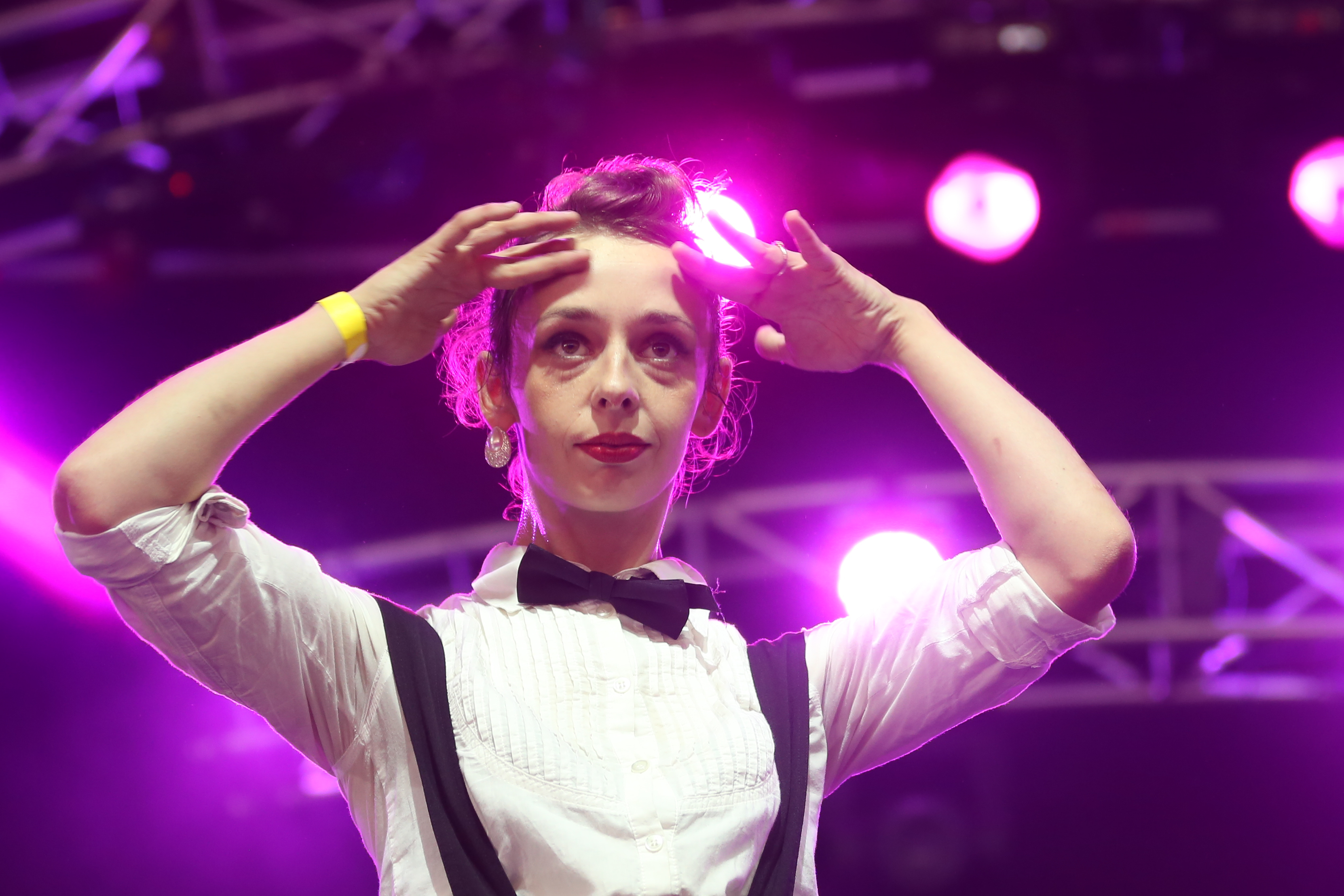
Lena Witkowska (2016)

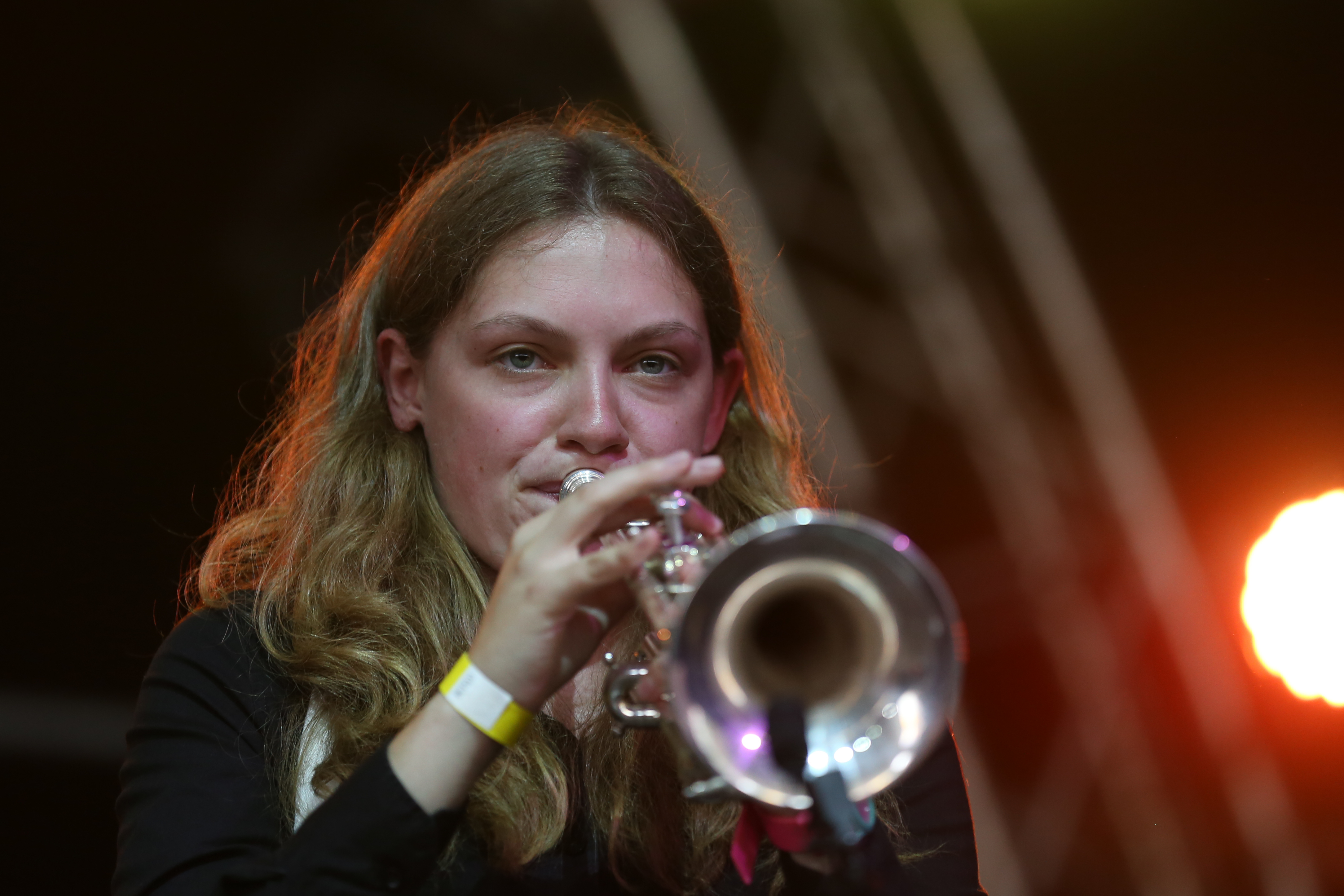
Agata Ławicka (2016)

- Bartłomiej Kościański – gitara basowa, kontrabas
- Mateusz Makowski – perkusja
- Mariusz Godzina – saksofon
- Agata Ławicka – trąbka
- Jakub Jóźwiak - puzon

## Dyskografia

### Albumy
- Hoolana do rana 1996 (własna – „garażowa”)
- Vespa 1997 (QQRYQ Records) – MC
- Bujaj się… 2003 (Jimmy Jazz Records) – MC i CD
- Potwór 2007 (Showbiz Monstaz Records) – CD
- Vespa 2008 (Showbiz Monstaz Records) – reedycja na CD, wydana w wersji zwykłej i numerowanej, limitowanej do 500 sztuk
- Starsi Grubsi Bogatsi 2010 (Showbiz Monstaz Records) – CD
- Diamenty i jedwabie 2016 (Lou & Rocked Boys) – CD
- Vespa ...radzi 2017 (Osa Records) - EP 7"
- Fascynujący Świat Os 2025 (Saint Herring Records) - LP i CD

### Single
- „Gorące lato w mieście / Nie kłam” 2007 (Chujnia Records)
- „I was a teenage werewolf” 2008 (Showbiz Monstaz Records)
- „To tyle dziś kosztuje” 2010 (Showbiz Monstaz Records)

### Składanki
- Szczecin pod ziemią (teraz) 1995
- QQRYQ czyli historia histerii vol. II 1998
- Jedna Rasa – Ludzka Rasa muzyka przeciwko rasizmowi część 2 1999
- Punks, Skins & Rude Boys Now!, vol. 2 1999
- SKAdanka 1999
- PolSKA Norma 2001
- Punks, Skins & Rude Boys Now! vol. 10 2003
- Prowadź mnie ulico vol. 1, 2004
- Punks, Skins & Rude Boys Now! vol. 12 2005
- Prowadź mnie ulico vol. 2, 2005
- Tribute to Partia 2005
- Reggaebeat, #2 2006
- Inspired by Filipinki 2009
- sedina.audio 2010
- Kult- Córki wesele 2015
- A Tribute to Vespa 2017

## Teledyski
- To Miasto (2004)
- I was a teenage werewolf (2008)
- To tyle dziś kosztuje (2010)
- Kant (2016)
- Kto piashki ma (2017)
- Piotrek (2019)
- Ściemniacz (2020)